# Hotel Concorde Lafayette
L'hotel Concorde La Fayette és un gratacel situat a París, a França, al  17è districte prop de la porte Maillot.
Amb els seus 137m d'alçària, es tracta de l'hotel més alt de França (i del 3r edifici de la ciutat de París després de la torre Eiffel i la torre Montparnasse, però més petit que alguns dels immobles del barri de La Défense situat a la vora); l'antena situada sobre la seva teulada li permet fins i tot arribar als 190m d'alçada. Amb 33 pisos, conté més de 1000 cambres. Amb el  Palau de Congressos situat just al costat, constitueix un dels centres de congressos de París.
El terreny sobre el que està l'hotel era abans un erm sobre el que s'hi establien els parcs d'atracció durant l'estiu. Després de la Segona Guerra Mundial, s'hi van crear immobles temporals per tal d'albergar certs ministeris. El 1960, de resultes del creixement ràpid del turisme i dels congressos, la cambra de comerç i de la indústria i el comitè del turisme van decidir implantar-hi un palau de congressos.
Els arquitectes seleccionats van ser Henri Guibout, Serge Maloletenkov i Yves Betin. Durant el seu estudi, va ser decidida la construcció d'un gran hotel de luxe prop del palau de congressos.